# Tavarnelle Val di Pesa
Tavarnelle Val di Pesa es un pueblo cerca de Florencia (20 km) en las colinas del Chianti. Desde 2019 es la capital de la comuna de Barberino Tavarnelle, perteneciente a la ciudad metropolitana de Florencia en la región de Toscana.
Sus orígenes son romanas y su nombre se deriva de tabernulae. En época medieval fue apeadero de carrozas y hubo una "locanda" para viajeros y mensajeros. Está rodeado de bosques y colinas. En su territorio cabe destacar el monasterio de Badia a Passignano, un monasterio que conserva sus murallas y torres. En la iglesia románica de San Pietro in bossolo se puede visitar el Museo de Arte Sacra. En la planta baja se puede ver la exposición permanente del Punto Tavarnelle una forma de bordar exclusiva del pueblo.En San Donato se puede visitar el museo de cultura campesina.

## Demografía
| Gráfica de evolución demográfica de Tavarnelle Val di Pesa entre 1861 y 2001 |
|                                                                              |
| Fuente ISTAT - elaboración gráfica de Wikipedia                              |